# دیوید هارلوک
دیوید هارلوک (انگلیسی: David Harlock؛ زادهٔ ۱۶ مارس ۱۹۷۱) بازیکن هاکی روی یخ اهل کانادا بود.